# 友近890
Tomochika890（ともちか やっくん）は、歌いながら書道をする日本唯一のシンガーソングライター。愛媛県今治市出身、東京在住。
※2021年より「友近890(やっくん)」から「Tomochika890(やっくん)」に表記変更。
本名は友近泰道（ともちか やすみち）。書道家名は友近燧山（ともちか すいざん）。趣味・特技はテニス・書道・IT関連。

## 略歴・人物
旧今治市立美須賀小・旧今治市立美須賀中・愛媛県立今治西高校・松山大学卒業。東京個別指導学院、シーエー・モバイル（サイバーエージェントグループ会社）に勤務。
高校時代は硬式テニス部に所属し、愛媛県大会にてシングルス優勝を飾る（愛媛県国体選手として選抜される）。
20代後半に、仕事・恋愛・人間関係すべてがうまくいかなくなり、人生に悩み苦しんだ。そんな時、流れてくる「音楽」に助けられ、「今度は僕が歌を歌って、元気・勇気を与え、心から支えられるアーティストになりたい。」と、28歳の時に楽器演奏経験無しの状態で音楽活動を開始した。以来、作詞・作曲や東京都内のライブハウス出演を経た後に、全国を行脚しながら活動中である。
演歌歌手の伊吹友里（真帆花ゆり）とはまたいとこ、歌手の谷本貴義・吉野聡留とは遠い親戚にあたる。

### 書道パフォーマンス
実家が書道塾であることから、書道家として活動も行う。歌いながら書道をする日本唯一のシンガーソングライターとして知られる。

### 日本一周の旅
2011年に発生した東日本大震災の被災地ライブの経験を経て、日本一周をしながら全国47都道府県の高齢者施設・障がい者施設・学校・保育園などを訪れ、音楽ライブを開催している。
※2024年11月には、日本10周を達成。通算 2200ヵ所(観覧12万人)以上。

### 講演活動
2017年から人権セミナーなどの講師としても活躍している。
全国各地で講演会として、講演コンサートを行っている。

### 書道経歴
- 準師範（燧洋書道会）
- 美術年鑑（評価額：36万円）・芸術家年鑑（評価額：74万円）
- 「宇野雪村賞」全国書道展「奎星賞」（全国２番目の賞）
- 「宇野雪村賞」全国書道展「特選」
- 「宇野雪村賞」全国書道展「秀作」
- 毎日書道展「秀作賞」
- 愛媛県秋季県展「入選」
- 書界展（愛媛県美術会）「秀作」

## ディスコグラフィー

### アルバム
1st Album　こころ～REMAKE～
- 発売日：2012年3月9日
- 規格品番：TMCK-007
- 価格：3,000円

1. 一人じゃないんだ～復興支援ソング～（東北ラジオ6局ネット『BIG FISH FACTORY』2012年3月テーマソング）
2. 笑顔でニコニコ(^-^)
3. 生きてゆく～天国にいる母に捧げる歌～
4. 君しかいない
5. 恋から愛へ
6. スタートライン～ウェディングソング～（結婚式場マリエール今治・西条　テレビCMソング）
7. loveloveな二人に贈る歌
8. 頭寒足熱
9. 愛媛！松山！みかんの国！～愛媛松山PRソング～
10. 風を感じて～しまなみ～（しまなみ海道 来島海峡サービスエリア売店BGM）
11. いつもの帰り道
12. Long　Road
13. 太陽のように
14. こころ

2nd Album（Collaboration Album）
- 発売日：2017年12月25日
- 規格品番：TMCK-16
- 価格：3,000円
- 収録曲（DISC-1）

1. 未知（作詞：涼川ゆっく、作曲：友近890）
2. 人間のプロ（作詞：河口哲（ボルトボルズ）、作曲：友近890）
3. 心のあなたへ（作詞：東北応援隊、作曲：石井裕介）
4. LUCK&PLUCK～幸せと勇気を～（作詞：森純野、作曲：宮地好昭）
5. 今を生きる 作詞：刀根実幸、作曲：baby☆blue・友近890）
6. 僕の瞳に君がいて（作詞：昆真由美、作曲：友近890）
7. 希望の歌（作詞・作曲：松尾貴臣、作詞協力 安藤由加里）
8. どろくさい旅（作詞：弓川信男（ボルトボルズ）、作曲：友近890・宮地好昭）

- 収録曲（DISC-2）

1. 故郷（ふるさと）
2. 仰げば尊し
3. さくらさくら
4. 赤とんぼ
5. Silent Night

3rd Album
- 発売日：2020年04月22日
- 規格品番：TMCK-19
- 価格：3,000円
- 収録曲

1. 一人じゃないんだ～復興支援ソング～
2. 笑顔でニコニコ(^-^)（Acoustic Version）
3. 生きてゆく～天国にいる母に捧げる歌～（Piano Version）
4. 君しかいない（Piano Version）
5. 恋から愛へ
6. スタートライン～ウェディングソング～
7. loveloveな二人に贈る歌
8. 頭寒足熱
9. 愛媛！松山！みかんの国！～愛媛松山PRソング～
10. 風を感じて～しまなみ～
11. いつもの帰り道
12. Long　Road
13. 太陽のように
14. こころ
15. 笑顔！元気！届けたい！（Acoustic Version）

### ミニアルバム
1st Mini Album
- 発売日：2014年04月04日
- 規格品番：TMCK-11
- 価格：2,000円
- CD収録曲

1. 1万人のエイ！エイ！オー！（宮城ケーブルテレビ（マリネット）「音楽エンターテインメント番組BFTV」3月エンディングテーマ）
2. Dream
3. 仕事がおわんねー
4. 悲観的な君へ
5. 信じる道を進めば夢かなう（ラジオ大阪「ボルトボルズのアゲアゲボルテージ」エンディングテーマ）
6. 1万人のエイ！エイ！オー！（カラオケ）

- DVD収録曲

1. 1万人のエイ！エイ！オー！（ミュージックビデオ）

2nd Mini Album
- 発売日：2016年04月23日
- 規格品番：TMCK-12
- 価格：2,000円
- CD収録曲

1. こころの中に響けこの歌
2. 南風～君へのラブソング～
3. 泣きたい時は泣けばいい
4. 約束の言葉～アコースティックver.～（結婚式場マリエール今治・西条　ディアマリエコラボスタイルテレビCMソング）
5. 君と歩くこの道
6. こころの中に響けこの歌（カラオケ）

- DVD収録曲

1. こころの中に響けこの歌（ミュージックビデオ）★初の書道パフォーマンス映像を収録。

3rd Mini Album
- 発売日：2019年05月29日
- 規格品番：TMCK-18
- 価格：2,000円
- 収録曲

1. 月に翔けるメロディー（作詞：友近890・昆真由美、作曲：友近890・宮地好昭）
2. 笑顔の魔法（作詞：友近890・清松園やわらぎの里・昆真由美、作曲：友近890・長友祐基・宮地好昭）
3. 虹（作詞：樋口盛一、作曲：宮地好昭）
4. 心の唄（作詞・作曲：とびっきりレインボーズ（社会福祉法人 進和学園））
5. 力（作詞・作曲：龍井一磨）
6. カレンダー（作詞：友近890・昆真由美、作曲：坂本390・宮地好昭）

### シングルCD
1st Single
- 発売日：2009年03月09日（完売によりREMAKE版となります）
- 規格品番：BMECD-1013
- 価格：1,000円
- 収録曲

1. 君しかいない（今治CATV番組インフォメーションテーマソング）
2. Long Road
3. 生きてゆく
4. 君への矢印

2nd Single
- 発売日：2010年04月21日（完売によりREMAKE版となります）
- 規格品番：TMCK-001
- 価格：1,000円
- 収録曲

1. 風を感じて～しまなみ～（来島海峡サービスエリア売店BGM）
2. 恋から愛へ（FMラヂオバリバリ78.9MHz「イデオDEバナーナ」エンディング）
3. さよならの花
4. 太陽のように～デビュー曲再リリース～

3rd Single
- 発売日：2011年05月06日（完売によりREMAKE版となります）
- 規格品番：TMCK-004
- 価格：1,000円
- 収録曲

1. スタートライン ～ウェディングソング～（結婚式場マリエール今治・西条　テレビCMソング）
2. いつもの帰り道
3. たった10秒くらいで
4. 笑顔でニコニコ
5. 笑顔でニコニコ～朝うた路上ライブ～

4th Single
- 発売日：2012年12月03日
- 規格品番：TMCK-009
- 価格：1,000円
- CD収録曲

1. 笑顔!元気!届けたい!～JAおちいまばりコラボレーション曲～
2. 走れ!サイクルトレイン～NPO法人シクロツーリズムしまなみオリジナル曲～
3. 笑顔!元気!届けたい!（カラオケ）
4. 走れ!サイクルトレイン（カラオケ）

5th Single
- 発売日：2013年06月07日
- 規格品番：TMCK-10
- 価格：1,000円
- CD収録曲

1. 約束の言葉（結婚式場マリエール今治・西条　ディアマリエコラボスタイルテレビCMソング）
2. バランス
3. 約束の言葉（カラオケ）

1stCD『君しかいない』
- 発売日：2009年3月4日
- 販売：シーバードレコード
- 発売：ベルウッド・レコード（キングレコード内）

1. 君しかいない（2009年5月/6月今治CATV番組インフォメーション・テーマソング・カラオケUGA配信曲）
2. Long Road
3. 生きてゆく
4. 君への矢印
5. ボーナストラック 一人の晩餐LIVE ver.

2ndCD『風を感じて〜しまなみ〜』
- 発売日：2010年4月21日
- 販売：TOMOCHIKA RECORDS
- 発売：RatsPack Records

1. 風を感じて〜しまなみ〜（しまなみ海道 来島海峡サービスエリア売店BGM(瀬戸内しまなみリーディング)・カラオケDAM配信曲）
2. 恋から愛へ（FMラヂオバリバリ78.9 MHz「イデオDEバナーナ」エンディングテーマ）
3. さよならの花
4. 太陽のように(再リリース)

3rdCD『スタートライン』
- 発売日：2011年5月6日
- 販売：TOMOCHIKA RECORDS
- 発売：Amazing D.C.

1. スタートライン〜ウェディングソング〜（結婚式場 マリエール今治・西条テレビCMソング）
2. いつもの帰り道（FMラヂオバリバリ78.9 MHz「イデオDEバナーナ」エンディングテーマ）
3. たった10秒くらいで
4. 笑顔でニコニコ
5. 笑顔でニコニコ〜朝うた路上ライブ〜

4thCD
- 発売日：2012年12月3日
- 販売：TOMOCHIKA RECORDS
- 発売：Amazing D.C.

1. 笑顔!元気!届けたい!〜JAおちいまばりコラボレーション曲〜
2. 走れ!サイクルトレイン〜NPO法人シクロツーリズムしまなみオリジナル曲〜
3. 笑顔!元気!届けたい!（カラオケ）
4. 走れ!サイクルトレイン~（カラオケ）

5thCD
- 発売日：2013年6月7日
- 販売：TOMOCHIKA RECORDS
- 発売：Amazing D.C.

1. 約束の言葉（結婚式場マリエール今治・西条　ディアマリエコラボスタイルテレビCMソング）
2. バランス
3. 約束の言葉（カラオケ）

### オムニバスCD
- 『QUARTER GRASS』（2008年10月29日発売、『太陽のように』で参加）
- 『QUARTER Gainsboro』（2009年2月13日発売『君しかいない』で参加）
- 『Sourya!2』（2010年10月8日発売、販売：フェスタッタ・レコード、発売：Amazing D.C.）

## 出演・掲載

### テレビ
テレビ
ＴＢＳ「はなまるマーケット」 ／ 日本テレビ「歌スタ」 ／ テレビ信州「24時間テレビ」 ／ ＮＨＫ松山放送局（愛媛）｢いよイチ｣ ／ ＮＨＫ松山放送局（愛媛）｢いよかんワイド｣ ／ ＮＨＫ長野放送局 ／ ＮＨＫ福島放送局 ／ ＮＨＫ甲府放送局（山梨） ／ ＮＨＫ高松放送局（香川:CVC中讃テレビ映像） ／ テレビ岩手（日本テレビ系列） ／ ABS秋田放送（日本テレビ系列） ／ AKT秋田テレビ ／ 山形放送（日本テレビ系列） ／ ミヤギテレビ（日本テレビ系列） ／ 仙台放送（フジテレビ系列） ／ tvkテレビ神奈川（独立） ／ テレビ埼玉（独立） ／ 石川テレビ（フジテレビ系列） ／ HAB北陸朝日放送（テレビ朝日系列） ／ チューリップテレビ（TBS系） ／ RNC西日本放送（日本テレビ系列） ／ HTV広島テレビ（日本テレビ系列） ／ TSSテレビ新広島（フジテレビ系列） ／ あいテレビ（TBS系列） ／ 愛媛朝日テレビ（テレビ朝日系列） ／ テレビ高知（TBS系列） ／ HTV広島テレビ ／ TSSテレビ新広島 ／ yab山口朝日放送（テレビ朝日系列） ／ RKB毎日放送（TBS系列） ／ KBC九州朝日放送（テレビ朝日系列） ／ NIB長崎国際テレビ（日本テレビ系列） ／ サガテレビ（フジテレビ系列） ／ 南日本放送（TBS系列） ／ KTS鹿児島テレビ ／ NCVニューメディア函館センター（北海道） ／ 今治ケーブルテレビ（愛媛） ／ 宮城ケーブルテレビ（宮城） ／ 東松山ケーブルテレビ（埼玉） ／

### 新聞
朝日新聞（全国版） ／ 読売新聞（夕刊連載） 毎日新聞（北海道） ／ 千歳民報 ／ 苫小牧民報 ／ 室蘭民報 ／ 函館新聞 ／ 陸奥新報 ／ 津軽新報社 ／ 秋田魁新聞（秋田県） ／ 山形新聞 ／ 前沢タイムス ／ 北陸中日新聞 ／ 福島民友 ／ 福島民報 ／ 毎日新聞 ／ 新潟日報 ／ 北日本新聞 ／ 信濃毎日新聞 ／ 南信州新聞 ／ 信州日報 ／ 上毛新聞 ／ 山梨日日新聞 ／ 中日新聞 ／ 東海愛知新聞 ／ 静岡新聞 ／ 読売新聞 ／ 神戸新聞 ／ 山陽新聞 ／ 毎日新聞 ／ 朝日新聞 ／ 四国新聞 ／ 徳島新聞 ／ 読売新聞 ／ 西日本新聞 ／ 佐賀新聞 ／ 宮崎日日新聞 ／ 南日本新聞 ／ 琉球新報 ／ 日本農業新聞

### ラジオ・ネット・雑誌など
ニッポン放送「ｵｰﾙﾅｲﾄﾆｯﾎﾟﾝG」 ／ ＮＨＫ-ＦＭ ／ 文化放送 ／ FM NACK5 ／ ＮＨＫさいたま放送局 ／ ＮＨＫ宇都宮放送局 ／ 東京タワー「Night View DJ 」 ／ FMたちかわ84.4MHz ／ レインボータウンFM（大江戸放送局） ／ FMいるか（北海道） ／ 東北ラジオ6局ネット ／ 福井放送ラジオ ／ FMぐんま ／ 南海放送（愛媛） ／ FM愛媛 ／ FMラヂオバリバリ（愛媛） ／ ならどっとFM（奈良） ／ FM尼崎（兵庫） ／ FMさいき（大分） ／ FMレキオ ／ FM沖縄 ／ ラジオCM声優 ／ 彩り書道掲示 ／ 地域紹介（雑誌is） ／ 中古車雑誌『MJ』 ／ 企業紙（互助会紙） ／ 学校だより ／ 社会福祉協議会WEB ／ ハタチ〜オトナビトプロジェクト〜／ YAHOOニュース他

### 全国ショッピングセンター出演実績
イオンタウン吉川美南 ／ イオンモール今治新都市 ／ イオン八代ショッピングセンター ／ イオンタウン姶良 ／ イオン那覇店 ／ イオン佐久平 ／ イオンモール堺北花田 ／ イオン茨木SC ／ イオン秦野SC ／ イオンモール北戸田 ／ イオンモール成田 ／ イオンモール川口前川 ／ イオンモール川口 ／ イオンモール春日部 ／ イオンモール盛岡 ／ イオンモール大曲 ／ イオンモール下田 ／ イオンタウン佐沼 ／ イオンタウン上里 ／ イオンタウン塩釜 ／ イオンモール新居浜 ／ イオンモール福津 ／ イオンモール宇城 ／ イオンモール都城駅前 ／ イオンモール浜松志都呂 ／ イオンモール富士宮 ／ イオンモール土浦 ／ イオン相模原SC ／ サンエー宜野湾コンベンションシティ ／ MrMax湘南藤沢ショッピングセンター ／ Ario深谷 ／ Ario西新井 ／ サンストリート亀戸 ／ 三井アウトレットパーク幕張 ／ 三井SPアルパーク ／ フジグラン川之江 ／ フジグラン今治 ／ フジグラン松山 ／ フジグラン高知 ／ 阪急西宮ガーデンズ ／ 立川アレアレア ／ 飯田橋ＬＡＭＵＬＡ ／ モリシア津田沼 ／ シープラザ釜石 ／ ララガーデン春日部 ／ プレ葉ウォーク浜北 ／ 函館ポールスター ／ スパワールド ／ マルナカスーパーセンター宇多津ゴーゴーランド ／ エールエール地下広場 ／ エミフルＭＡＳＡＫＩ ／ イオンモールつがる柏 ／ イオン白河西郷ショッピングセンター ／ イオン長岡 ／ イオン新潟西 ／ イオンモール浦和美園

## テーマソング等
- 結婚式場「マリエール」のCMソング（2010年9月～ CMソング第1弾）
- マリエール今治CM動画
- マリエール西条CM動画
- 結婚式場「マリエール」のCMソング（2013年1月～ CMソング第2弾）
- ディアマリエコラボスタイルCM動画
- マリエール今治・西条CM動画
- しまなみ海道の歌「風を感じて～しまなみ～」（来島海峡サービスエリア売店BGM）
- 新居浜太鼓祭の曲「よいよ ええぞな 新居浜太鼓」（2010年10月ｵﾑﾆﾊﾞｽCD全国発売）
- テレビCMソング（新居浜CATV）
- DEVIL8（釣り具）ラジオCM（声優）
- 今治CATV「キャッチ・バリ」テーマソング
- 東北のラジオ6局「BIG FISH FACTORY」エンディングテーマ
- JRサイクルトレインしまなみ号テーマソング
- JAおちいまばりコラボレーション曲